# Arcis-sur-Aube
 Arcis-sur-Aube  es una población y comuna francesa, en la región de Champaña-Ardenas, departamento de Aube, en el distrito de Troyes y cantón de Arcis-sur-Aube.

## Demografía[4][5]
| 2 810 | 2 545 | 2 704 | 2 442 | 2 792 | 2 752 | 2 714 | 2 652 | 2 770 | 2 815 | 2 784 | 2 845 | 2 817 | 2 928 | 2 922 | 2 841 | 2 804 | 2 774 | 2 833 | 3 033 | 2 690 | 2 802 | 2 727 | 2 455 | 2 176 | 2 617 | 2 856 | 3 213 | 3 390 | 3 216 | 2 855 | 2 841 | 3 011 |
| Para los censos de 1962 a 1999 la población legal corresponde a la población sin duplicidades (Fuente: INSEE [Consultar]) |       |       |       |       |       |       |       |       |       |       |       |       |       |       |       |       |       |       |       |       |       |       |       |       |       |       |       |       |       |       |       |       |

## Historia
Danton nació en esta población en 1759. Adquirió una propiedad junto al Aube, en la que pasó diversos periodos de su vida.
Napoleón fue derrotado aquí el 20 de marzo de 1814.

## Monumentos
- Iglesia de los siglos XV y XVI.[8]
- Palacio de la primera mitad del siglo XVII. Alberga el ayuntamiento.[8][9]

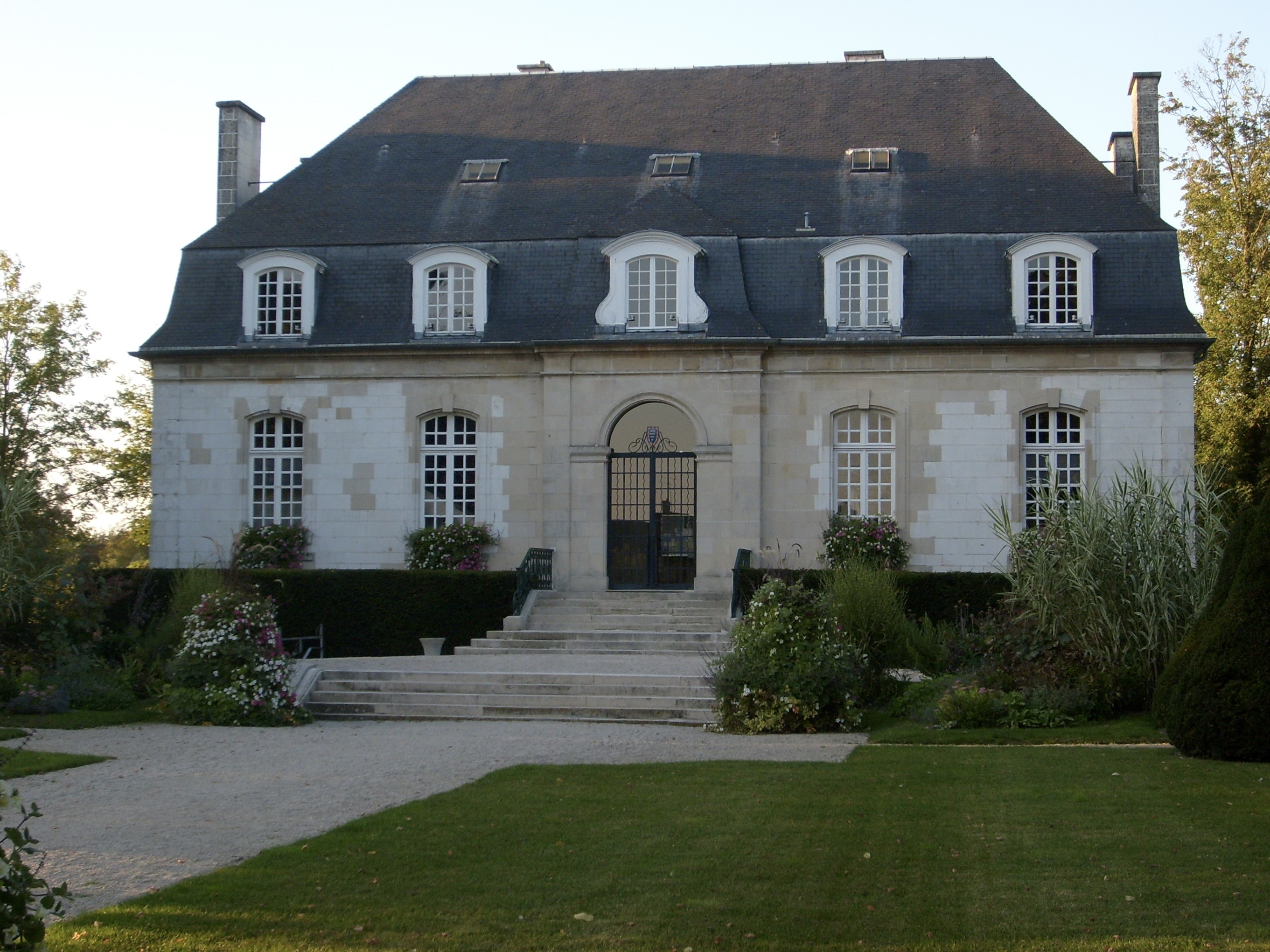
Ayuntamiento, antiguo palacio.
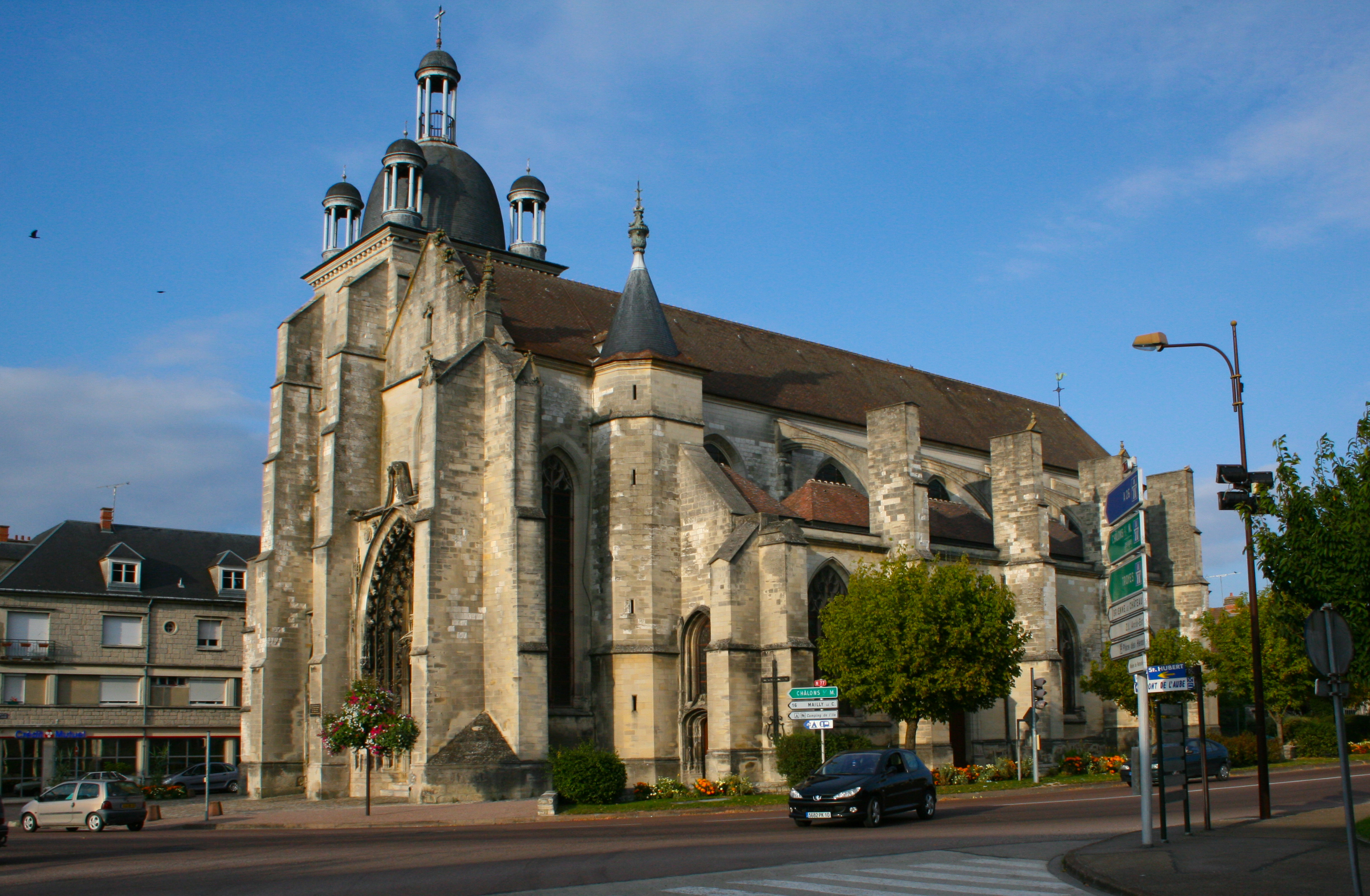
Iglesia de San Esteban.
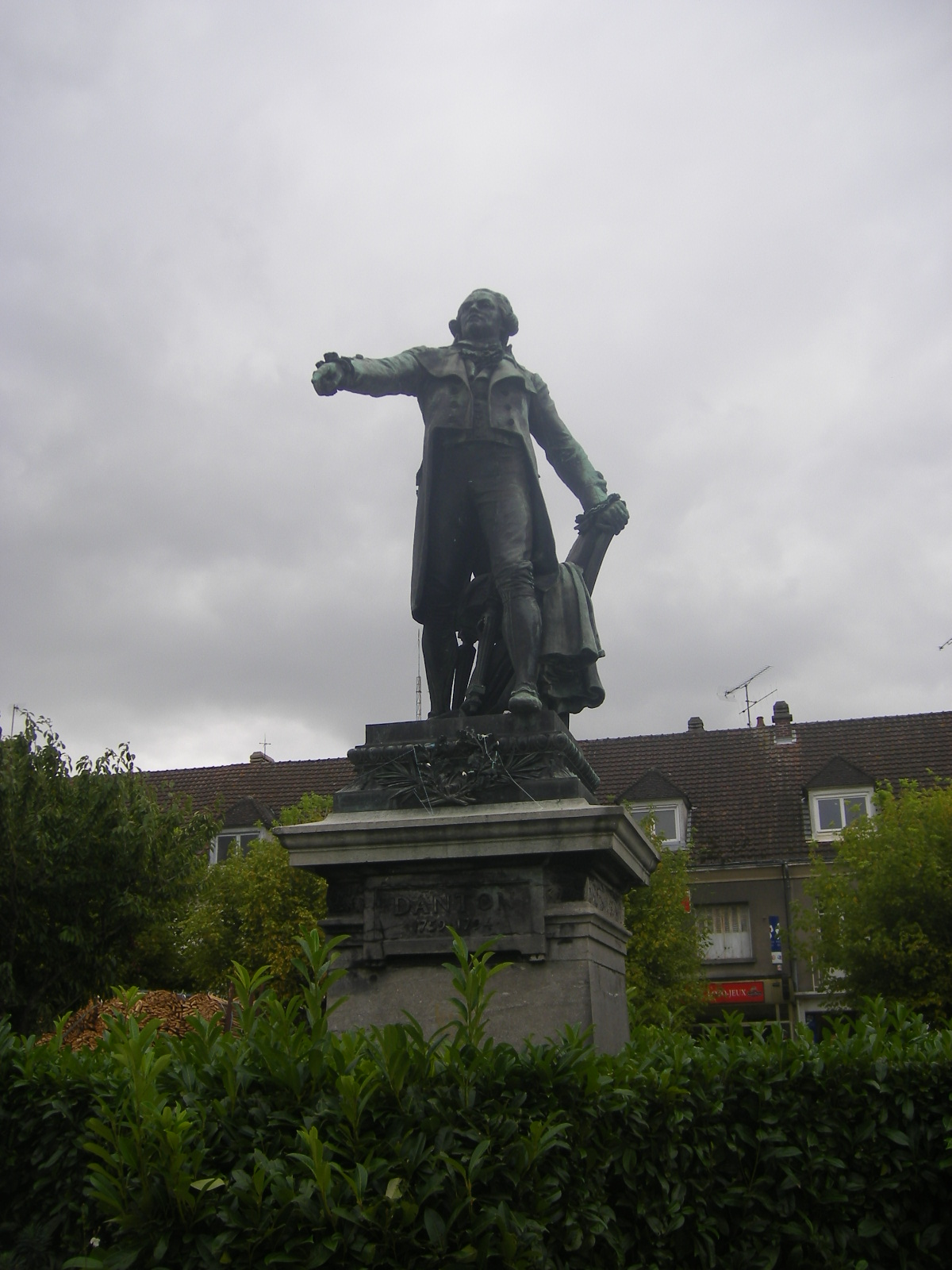
Monumento a Danton.